# Condor Flugdienst
Die Condor Flugdienst GmbH, kurz Condor, ist eine deutsche Fluggesellschaft mit Basis auf dem Flughafen Frankfurt. Die Fluggesellschaft gehört zu 51 % der Investmentgesellschaft Attestor und zu 49 % der SG Luftfahrtgesellschaft, einer staatlichen Auffanggesellschaft.

## Geschichte

### Gründung und erste Jahre

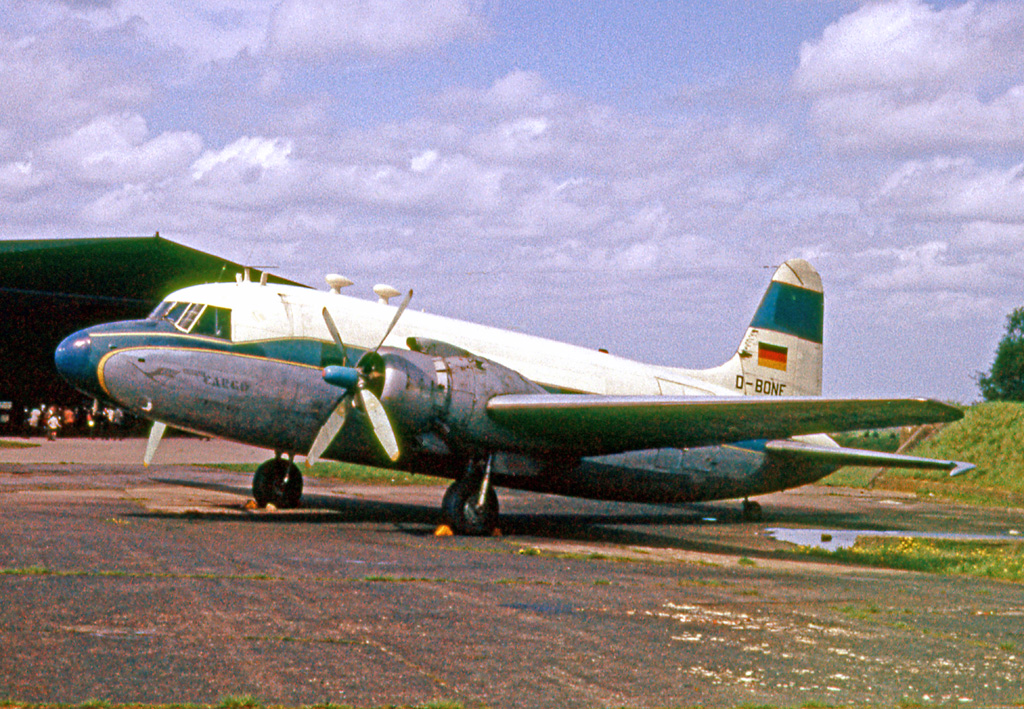
Vickers Viking Frachter der Condor, betrieben für Lufthansa (1964)

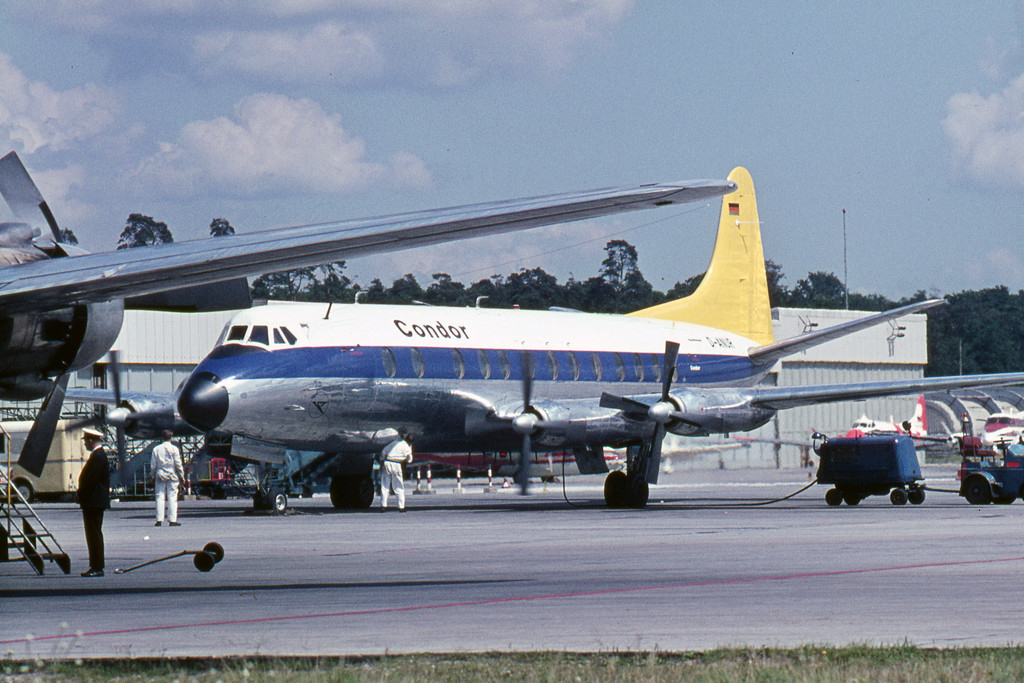
Vickers Viscount der Condor (1965)

Am 21. Dezember 1955 wurde die Deutsche Flugdienst GmbH von den vier Gesellschaftern Norddeutscher Lloyd (27,75 %), Hamburg-Amerika-Linie (27,7 %), Deutsche Lufthansa (25,81 %) und Deutsche Bundesbahn (18,5 %) gegründet. Die rechtliche Voraussetzung für die Gründung einer deutschen Fluggesellschaft war, dass die Besatzungsmächte das Alliierte Vorbehaltsrecht der Genehmigung des Luftverkehrs durch den im selben Jahr in Kraft getretenen zweiten Deutschlandvertrag auf die Bundesrepublik Deutschland übertragen hatten. Der Heimatflughafen ist seit Anbeginn der Flughafen Frankfurt am Main.
Am 29. März 1956 begann der touristische Flugbetrieb des Unternehmens mit einem Pilgerflug ins Heilige Land. Schon im ersten Betriebsjahr standen Mallorca sowie die Kanareninsel Teneriffa auf dem Flugprogramm. Die Flotte bestand zunächst aus vier zweimotorigen Propellerflugzeugen des englischen Typs Vickers Viking mit je 36 Sitzen. Im Oktober 1957 erwarb die Gesellschaft fünf Maschinen des Typs Convair CV-240 aus den Beständen der KLM, die über eine Druckkabine verfügten und einen höheren Komfort boten. Im Jahr 1959 übernahm die Deutsche Lufthansa AG 95,5 % des Kapitals der Deutschen Flugdienst GmbH. Ab 1961 kamen Flugzeuge des Typs Vickers Viscount zum Einsatz.

Briefmarke der Deutschen Bundespost Berlin mit Fokker F-27 der Condor (1965)

Die Deutsche Flugdienst GmbH übernahm 1961 die 1957 gegründete Condor Luftreederei des Oetker-Konzerns und nannte sich ab dem 1. November 1961 Condor Flugdienst GmbH. So kehrte ein traditionsreicher Name in die Lufthansa-Familie zurück: 1927 war als eine Lufthansa-Tochtergesellschaft die Syndicato Condor Ltda. in Brasilien gegründet worden und flog ab 1941 als Serviços Aéreos Condor. 1942 fiel das Eigentum an Brasilien und der Nachfolger (Serviços Aéreos Cruzeiro do Sul Ltda.) ging später an VARIG. Bei der heutigen Condor handelt es sich also nicht um eine Rechtsnachfolgerin der Syndicato Condor Ltda., jedoch erinnert der Name Condor an diese Pionierzeit der deutschen Verkehrsluftfahrt.

### Condor im Zeitalter der Jets

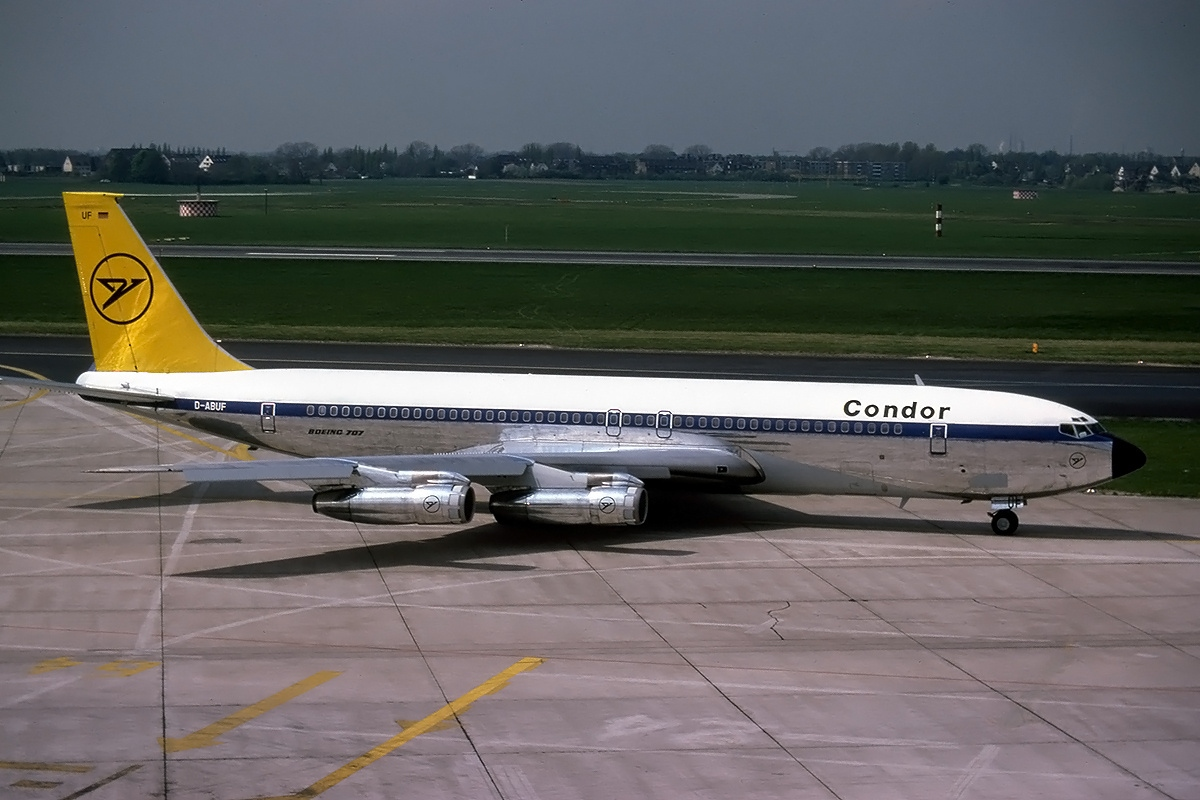
Boeing 707 der Condor (1978)

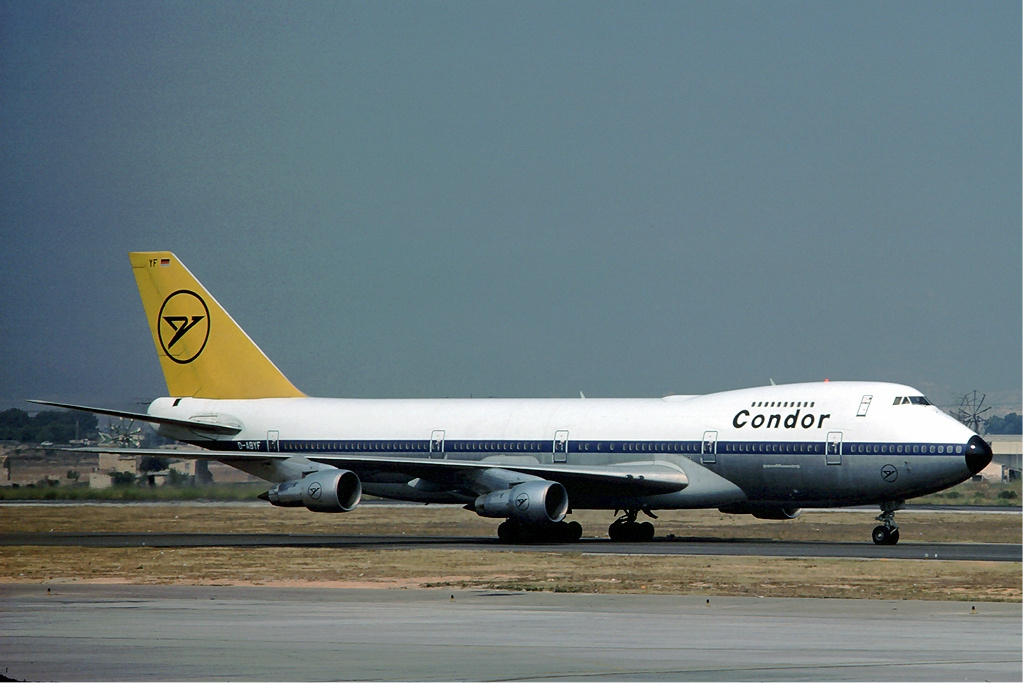
Boeing 747-200 der Condor (1976)

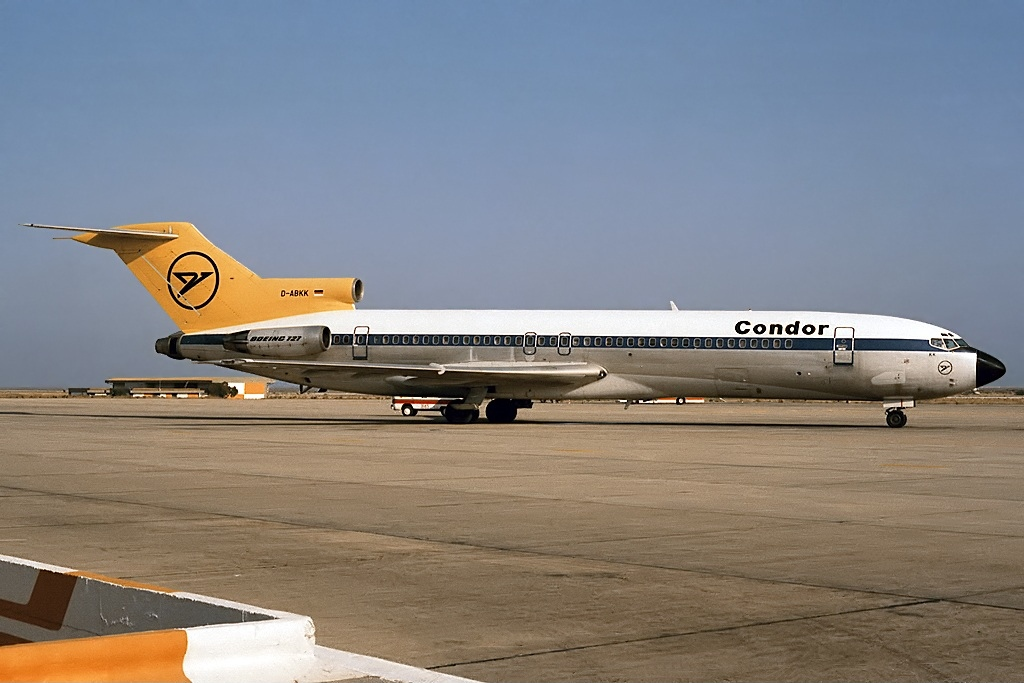
Boeing 727-230 der Condor (1984)

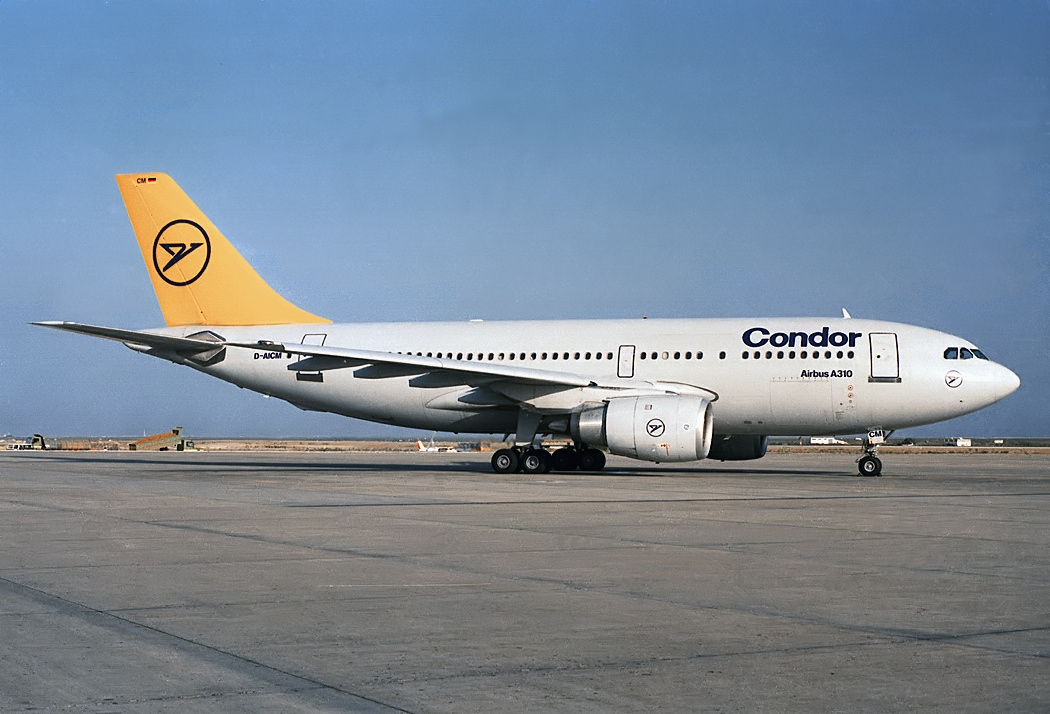
Airbus A310-200 der Condor (1987)

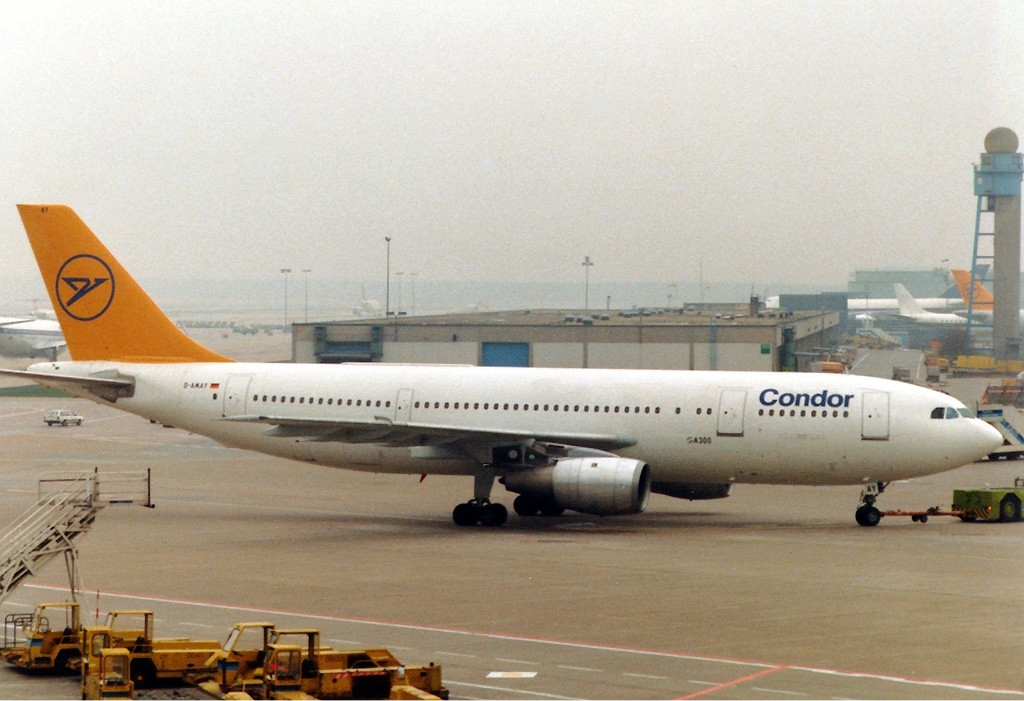
Airbus A300 der Condor (1988)

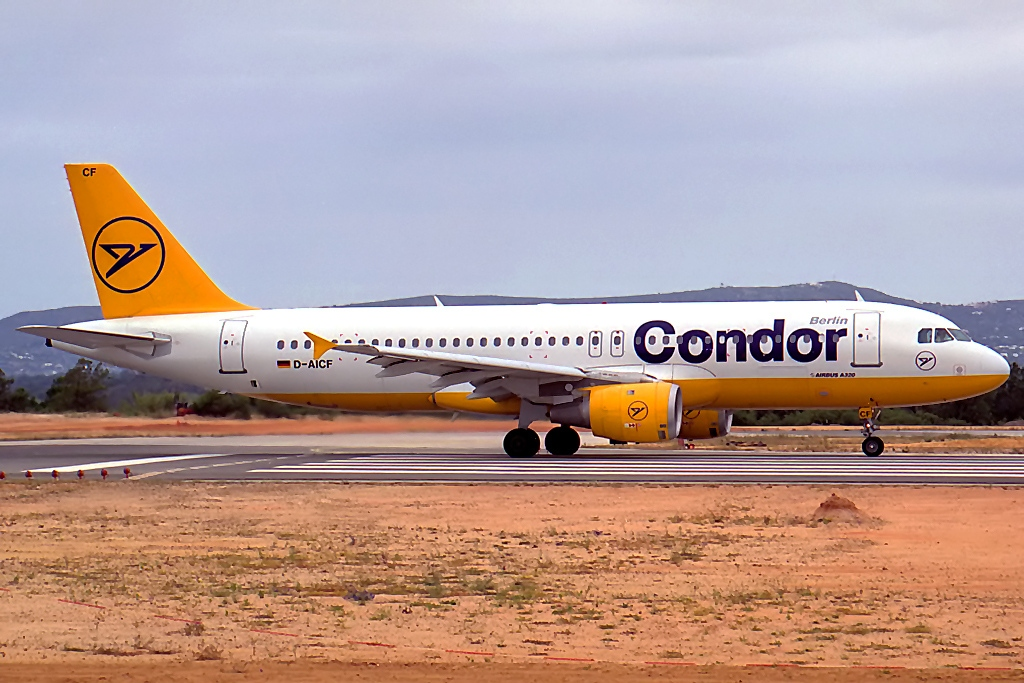
Airbus A320 der Condor Berlin (2002)

Die Condor Flugdienst GmbH hatte 1962 an der gesamten deutschen Flugtouristik einen Anteil von 63,3 Prozent. Rund 32.000 Passagiere wurden in diesem Jahr befördert – Mallorca war mit 18.400 Passagieren der Spitzenreiter. 1964 bestand die Condor-Flotte aus vier Vickers Viscount. Im Februar 1965 wurde die erste Boeing 727-100 von der Lufthansa übernommen; im Jahr 1970 kam eine zweite Maschine dieses Typs hinzu. Im Februar 1967 erhielt Condor ihre erste Boeing 707-300B, mit der Langstreckenflüge nach Colombo, Bangkok, Nairobi und Santo Domingo aufgenommen wurden. Charterflüge in die USA folgten ab Dezember 1967. Kontinuierlich wurde die Flotte bis 1968 auf Jets umgestellt. Im Jahr 1968 erwarb die Lufthansa die Charterfluggesellschaft Südflug International, die am 2. Januar 1969 mit der Condor fusionierte.
Als erste Ferienfluggesellschaft der Welt setzte Condor 1971 den „Jumbo“, die Boeing 747-200, ein. Mit einem Umsatz von 291 Millionen DM lag Condor 1973 weltweit an der Spitze der Ferienfluggesellschaften. Vorübergehend kamen während der Sommersaison 1971 drei Boeing 737-100 der Lufthansa zu Condor. Die Flotte setzte sich 1973 zusammen aus insgesamt elf Boeing-Flugzeugen: zwei Boeing 747, zwei Boeing 707 und sieben Boeing 727. Im Rahmen der Ölkrise wurden die zwei Boeing 747 später durch McDonnell Douglas DC-10-30 ersetzt, die bis Ende der 1990er Jahre als größtes Flugzeugmuster in der Flotte verblieben.
Ab 1981 wurden insgesamt fünf Boeing 737-200 eingeflottet, später auch 737-300. Im Sommer 1985 gehörte für kurze Zeit auch eine von der Lufthansa Cargo geleaste Douglas DC-8 zur Flotte.

### Die geplante Tochter InterCondor
Einher mit der Abwicklung der DDR-Fluggesellschaft Interflug im Jahr 1990 gingen Planungen, eine gemeinsame Tochterfirma „InterCondor“ zu gründen, an der sowohl Interflug als auch Condor mit jeweils 50 Prozent beteiligt gewesen wären. Im Frühling desselben Jahres wurden bereits die nötigen Verträge unterzeichnet. Man rechnete für das Ostberlin-Geschäft mit einem Potenzial von 1,6 Millionen Fluggästen pro Jahr. Entsprechendes Werbematerial war bereits publiziert worden. Zunächst sollte eine Boeing 757-200 der Condor mit 210 Sitzplätzen und einer Reichweite von 5700 Kilometern geleast werden, später weitere 737. Bedingt durch die inzwischen erfolgte Deutsche Wiedervereinigung und geänderte Rahmenbedingungen wurde das Vorhaben letztlich nicht verwirklicht.

### Entwicklung seit 1990
Condor Flugdienst führte 1991 mit der Condor Comfort Class als erste Ferienfluggesellschaft eine Business Class ein. Im Herbst 1992 wurde die Tochter Südflug komplett in die Condor Flugdienst integriert. Zwischen 1993 und 1996 war wieder eine Boeing 747 in den Farben der Condor im Einsatz, eine 747-400 mit dem Luftfahrzeugkennzeichen D-ABTD, die allerdings keine Condor-Flüge durchführte, sondern für Lufthansa nach Taiwan flog. Zu der Zeit war es durch ein Gesetz der Volksrepublik China Fluggesellschaften, die Taiwan anflogen, untersagt, auch die Volksrepublik China anzufliegen.
Im Jahr 1995 weitete Condor ihre Beteiligungen aus. Inzwischen gehören die alpha Holding GmbH (30 Prozent), die Kreutzer Touristik GmbH (37,5 Prozent), die Fischer Reisen GmbH (100 Prozent) und mit 10 Prozent die Öger Tours GmbH zum „Condor-Touristik-Verbund“. Condor Flugdienst übernahm außerdem den vom Lufthansa-Konzern bis dahin gehaltenen Anteil von 50 Prozent an der zur übrigen Hälfte Turkish Airlines gehörenden Charterfluggesellschaft Sunexpress.
Der US-amerikanische Maler James Rizzi gestaltete 1996 zum 40-jährigen Unternehmensjubiläum eine Boeing 757-200 zum fliegenden Kunstwerk, den „Rizzi Bird“. Condor wurde mit zwölf Festbestellungen Erstkunde der Boeing 757-300.

### Condor Berlin
Anfang des Jahres 1998 gründete Condor die Condor Berlin GmbH (CIB), eine 100-prozentige Tochtergesellschaft mit Sitz in Berlin-Schönefeld. Diese besaß den ICAO-Code CIB und bediente bis zu ihrer Integration in die Muttergesellschaft am 1. Mai 2013 mit Airbus A320-200 Ziele auf der Kurz- und Mittelstrecke.

### Teil des Reisekonzerns Thomas Cook

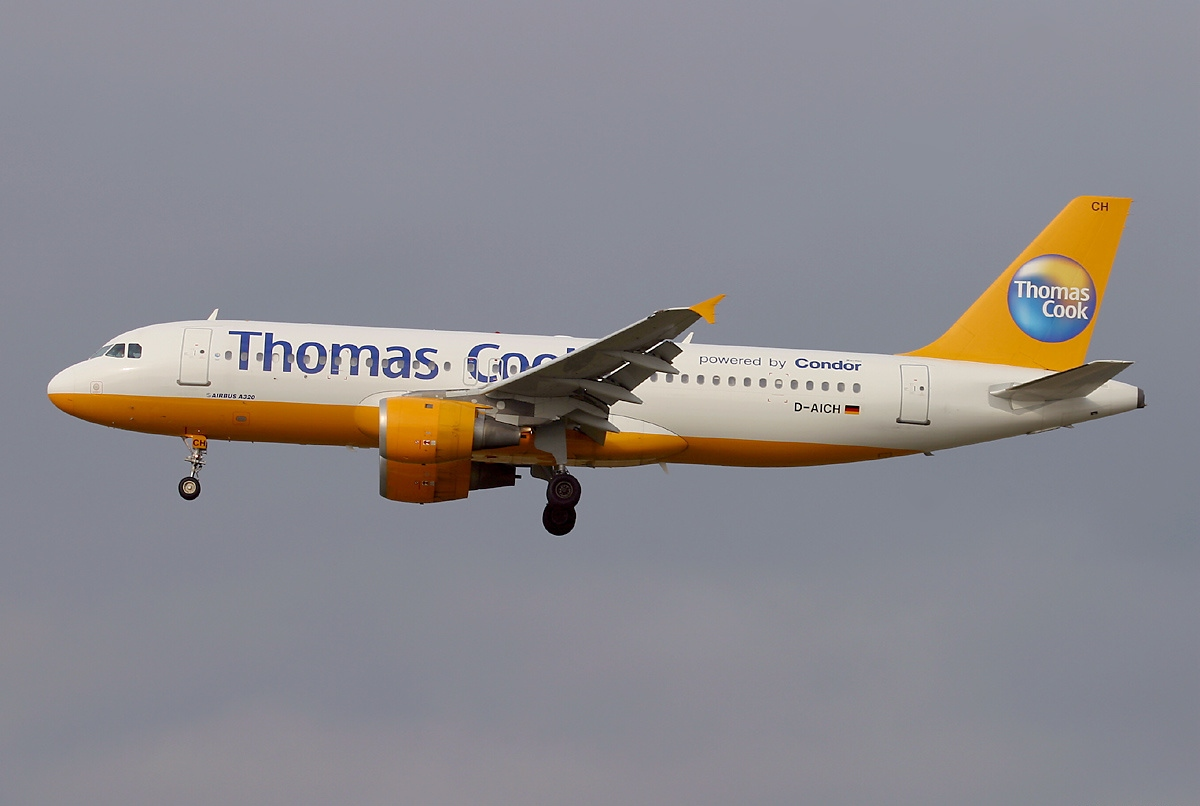
Airbus A320-200 der Condor in Hybridbemalung mit Condor-Farben, aber Thomas-Cook-Schriftzug und -Logo

1997 brachte die Lufthansa die überwiegende Mehrheit ihrer Anteile an der Condor in die gemeinsam mit Karstadt gegründete C&N Touristic ein, aus der später die Thomas Cook Group entstand.
Aus Condor Flugdienst wurde 2002 die neue Marke „Thomas Cook powered by Condor“. In Deutschland erhielten die Flugzeuge von Condor und Condor Berlin nach und nach das neue Thomas-Cook-Design. Auf dem Rumpf der Maschinen stand seitdem der Schriftzug „Thomas Cook“, auf dem Leitwerk das Thomas-Cook-Logo. Die Hauptfarbe Gelb wurde durch Blau ersetzt. Im Juni 2002 startete das erste von damals fünfzig Condor-Flugzeugen in der neuen Gestaltung. 2003 wurde die Condor-Flotte um zwölf Boeing 757-200 reduziert, um Überkapazitäten im Markt abzubauen. Ab Mai 2004 flog die Fluggesellschaft der Thomas Cook AG in Deutschland wieder unter dem Markennamen Condor Flugdienst, da der Name Thomas Cook von den Deutschen aufgrund des schwächeren Bekanntheitsgrads nicht angenommen worden war und dies zu starken Einbußen in den Passagierzahlen führte. Bei der Lackierung wurde lediglich der Thomas-Cook-Schriftzug in „Condor“ umlackiert, das Thomas-Cook-Logo am Leitwerk blieb ebenso wie die Hauptfarbe blau. Condor Berlin kaufte 2005 einen weiteren Airbus A320-200 und betrieb nun eine Flotte von 13 Flugzeugen dieses Typs. 2006 folgte eine weitere A320-200, außerdem starteten Condor und Germanwings eine Partnerschaft.
Am 22. Dezember 2006 unterzeichneten die Lufthansa und die Karstadt Quelle eine Absichtserklärung, wonach der Lufthansa-Konzern sich bereit erklärte, seinen Anteil von 50 Prozent an Thomas Cook an die Karstadt Quelle zu einem Kaufpreis in Höhe von rund 800 Millionen Euro zu übereignen. Zugleich wurde vereinbart, den direkten Kapitalanteil des Lufthansa-Konzerns an Condor von 10 auf 24,9 Prozent aufzustocken und dem Lufthansa-Konzern zudem die Anteile der Condor an der türkischen Charterfluggesellschaft SunExpress zu übertragen. Lufthansas indirekter Kapitalanteil an der Condor von 45 Prozent ging mit dem Verkauf ihrer Thomas-Cook-Anteile komplett an KarstadtQuelle über. Insgesamt reduzierte die Deutsche Lufthansa somit ihren Kapitalanteil an der Condor um 30,1 Prozentpunkte. KarstadtQuelle erhielt die Kaufoption, nach Ablauf von zwei Jahren nach Schließung des Kaufvertrags den Anteil des Lufthansa-Konzerns an Condor von 24,9 Prozent zu übernehmen. Im Gegenzug erhielt der Lufthansa-Konzern eine Verkaufsoption auf den Kapitalanteil der KarstadtQuelle AG (75,1 Prozent). Für den Fall, dass beide Unternehmen ihre Optionen nicht nutzen, wurde dem Lufthansa-Konzern ein Vorkaufsrecht auf die Thomas-Cook-Anteile an Condor zugestanden. Mit dieser Anteilsregelung sollten die Start- und Landerechte von Condor auch außerhalb Europas insbesondere für den Lufthansa-Konzern gesichert und ein Aufkaufen durch ausländische Investoren zunächst vermieden werden.

### Verkaufs- und Fusionsgespräche

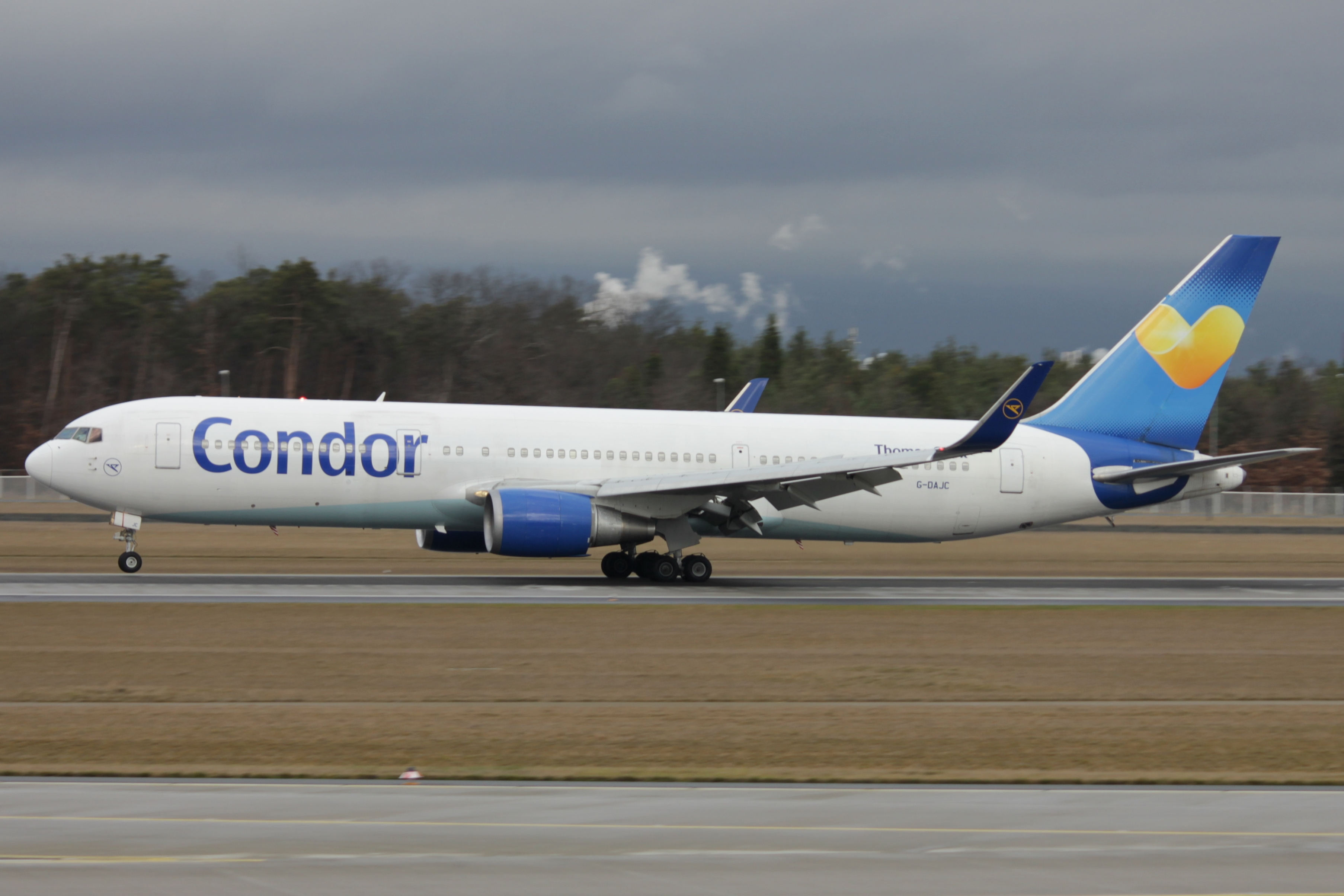
Boeing 767-300ER der Condor im 2013 mit der alten Grundbemalung und dem alten Schriftzug, aber mit „Sunny Heart“

Im September 2007 gab Air Berlin bekannt, den Anteil von Thomas Cook übernehmen zu wollen. Der Kaufpreis sollte durch die Ausgabe neuer Air-Berlin-Aktien (Anteil der Thomas Cook an Air Berlin dann 29,99 Prozent) und in bar erfolgen und insgesamt 500 Millionen Euro betragen, wobei die Transaktion bis zum 10. Februar 2009 abgeschlossen sein sollte. Der Anteil der Lufthansa von 24,9 Prozent, auf den Thomas Cook eine Call-Option hatte, sollte dann im Februar 2010 an Air Berlin übergeben werden. Die wechselseitigen Beteiligungen wurden am 5. Oktober 2007 beim Bundeskartellamt zur Genehmigung vorgelegt. Das Bundeskartellamt hatte von Anfang an erhebliche Bedenken und verlängerte die Prüfungsfrist mehrfach. Am 11. Juli 2008 zogen Air Berlin und Thomas Cook den Antrag auf Fusion beim Bundeskartellamt aufgrund der „erheblich veränderten wirtschaftlichen Rahmenbedingungen“ zurück.
Daraufhin wurde versucht, die Condor in eine gemeinsame Fluggesellschaft mit der Germanwings und TUIfly einzubringen. Die Verhandlungen scheiterten jedoch Ende September 2008. Laut Thomas Cook sollte es nun keine weiteren Bemühungen um eine Fusion geben.
Thomas Cook übernahm 2009 die restlichen Condor-Anteile von 24,9 Prozent für 77 Millionen Euro von der Lufthansa.
Seither hält die Lufthansa keine Anteile mehr an Condor. Im Jahr 2012 verlegte Condor ihre Zentrale von Kelsterbach in den neuen Frankfurter Stadtteil Gateway Gardens am Frankfurter Flughafen.
Im Frühjahr 2013 wurde bekanntgegeben, dass die Tochtergesellschaft Condor Berlin bis Mai 2013 aufgelöst und in die Condor Flugdienst integriert wird. Im Frühjahr 2018 kooperierte Condor mit der Fluggesellschaft Laudamotion, beendete die Zusammenarbeit aber nach dem Einstieg von Ryanair bei Laudamotion.
Im September 2013 stellten Condor und Thomas Cook Airlines UK ihren gemeinsamen neuen Markenauftritt vor, der ein vollständig neues Corporate Design und eine neue Bemalung der Flotte in grau/weiß/gelb und das „Sunny Heart“ beinhaltet. Als erste Maschine erhielt Ende November 2013 eine Boeing 767-300ER die neue Bemalung.
Im Februar 2019 kündigte Thomas Cook an, die Flugsparte, Thomas Cook Group Airline, inklusive der Condor zum Verkauf zu stellen; der Flugbetrieb lief normal weiter. Nachdem zwischenzeitlich auch die Lufthansa Interesse an Condor und optional auch den übrigen Thomas Cook Airlines zeigte, wurde im Juli 2019 gemeldet, dass Thomas Cook den Verkauf vorübergehend nicht weiter verfolgte.

### Insolvenz von Thomas Cook und gescheiterte Übernahme durch PGL

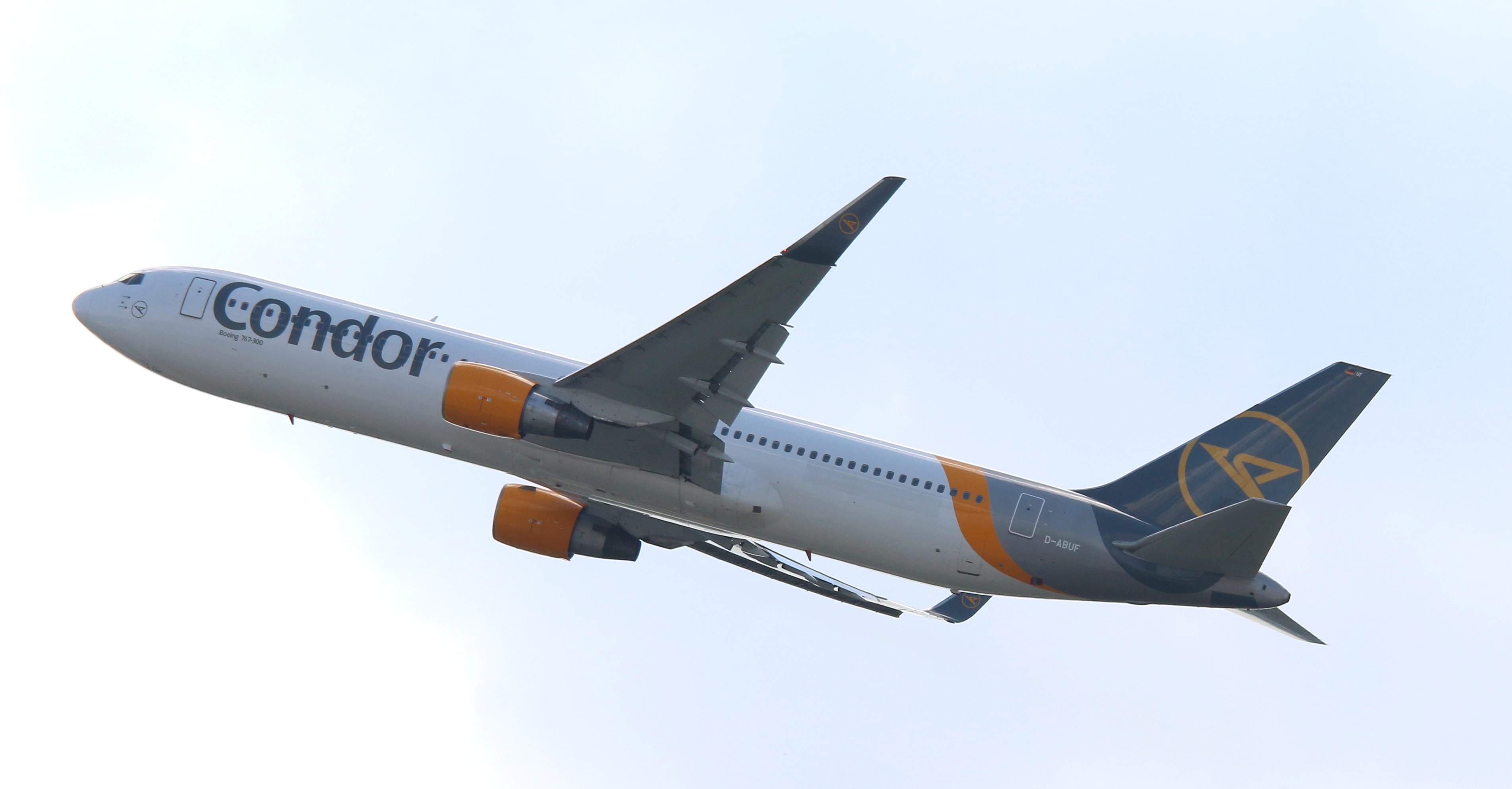
Boeing 767-300ER der Condor nach Abspaltung von der Thomas Cook Group

Nachdem die Muttergesellschaft Thomas Cook am 23. September 2019 Insolvenz angemeldet hatte, geriet die selbst profitabel arbeitende Condor in Liquiditätsprobleme. Zur Überbrückung des schwächeren Winterhalbjahrs erhielt sie ein KfW-Darlehen in Höhe von 380 Millionen Euro, für das die Bundesrepublik Deutschland und das Land Hessen bürgen.
Die von Condor beantragte Eigenverwaltung im Rahmen eines Schutzschirmverfahrens wurde Anfang Dezember 2019 eröffnet.
Im Rahmen der Auflösung und Abspaltung aus der Thomas Cook Group brachte die Condor im November 2019 auf einer Boeing 767-300ER mit dem Kennzeichen D-ABUF auf dem Seitenleitwerk ihr altes Condor-Logo erneut an.
Am 24. Januar 2020 wurde bekannt, dass die Muttergesellschaft der polnischen LOT, die Polska Grupa Lotnicza (PGL), die Condor übernehmen solle. Im Februar 2020 gab das Bundeskartellamt die Übernahme durch PGL frei. Zum 15. April 2020 sollte das von der Bundesregierung und dem Land Hessen verbürgte Darlehen vollständig zurückbezahlt werden. Am 13. April zog sich PGL jedoch vom Kauf der Condor zurück, da PGL selbst wegen der kompletten Einstellung des Flugbetriebs von LOT aufgrund der COVID-19-Pandemie Staatshilfen in Anspruch nehmen müsse.

### Vorläufige Rettung in der COVID-19-Krise
Im April 2020 wurde bekannt, dass Condor von der Bundesrepublik Deutschland einen Staatskredit für zwei Darlehen über ca. 550 Mio. Euro erhalten würde, der auf dem Schutzschild-Programm der Bundesregierung gegen die COVID-19-Pandemie basiert. Dies ermöglichte die nun fällige Rückzahlung sowohl des unbekannten Kaufpreises an PGL als auch des im Herbst 2019 gewährten Hilfskredits von 256 Mio. Euro inklusive Zinsen an den Bund und das Land Hessen. Die EU hat diese Finanzspritze abgesegnet. Der Schutzschirm wurde im Dezember 2020 wieder verlassen. Aus Kostengründen wurde im Sommer 2020 der Verwaltungssitz von der bisherigen Zentrale in Gateway Gardens nach Neu-Isenburg verlegt. Das Gericht der Europäischen Union (EuG) kippte am 9. Juni 2021 die Genehmigung der deutschen Staatshilfe in Höhe von 550 Mio. Euro durch die EU-Kommission nach Klage des Konkurrenzunternehmens Ryanair. Die ausgezahlten Staatshilfen an Condor bleiben nach Gerichtsbeschluss des EuG praktisch gesehen zunächst ohne Wirkung. Die Liquidität des Unternehmens bleibt weiter durch die staatlich abgesicherten Darlehen erhalten. Die Rückzahlung der staatlichen Kredite wird bis auf Weiteres ausgesetzt.
Im Juli 2021 übernahm der britische Vermögensverwalter Attestor 51 Prozent der Anteile; im Rahmen der Übernahme billigte die EU-Kommission nach erneuter Prüfung das Hilfspaket der deutschen Regierung von etwa 525 Mio. Euro. Die übrigen 49 Prozent sollen zunächst bei der SG Luftfahrtgesellschaft verbleiben, die formal die Eigentümerrolle hatte, nachdem der einstige Mutterkonzern Thomas Cook zusammengebrochen war. Die SG Luftfahrtgesellschaft ist eine Zweckgesellschaft, die seit dem Ende eines Schutzschirmverfahrens für Condor als Treuhänder im Auftrag der Bundesrepublik Deutschland und des Landes Hessen fungiert. Alle 4050 Arbeitsplätze sollten erhalten bleiben. Der Investor gründete 2022 die Fluggesellschaft Marabu in Estland, die im Frühjahr 2023 Verbindungen aus dem Condor-Streckennetz übernahm.

### Redesign der Condor ab 2022
Am 4. April 2022 stellte Condor einen umfassend erneuerten Markenauftritt vor. Unter dem neuen Slogan „Condor – Leidenschaft ist unser Kompass“ wurden sowohl eine überarbeitete Bildmarke als auch ein neues Design der Flugzeugbemalung präsentiert.
Die Flugzeuge tragen seither farbige Streifen in fünf Varianten, die zentrale Elemente des Reisens symbolisieren: Sunshine (Gelb) für Sonnenschein, Passion (Rot) für Leidenschaft, Sea (Blau) für das Meer, Island (Grün) für Inseln und Beach (Beige) für den Strand. Das erste Flugzeug im neuen Design wurde am 4. April 2022 von Maastricht nach Frankfurt überführt und absolvierte am 5. April seinen ersten kommerziellen Flug nach Lanzarote.
Die Boeing 767-300ER wurden vom Redesign ausgenommen, da dieser Flugzeugtyp im Jahr 2024 aus der Flotte genommen wurde. Der letzte Linienflug einer 767 (Luftfahrzeugkennzeichen D-ABUK) fand am 12. März 2024 auf der Strecke Havanna–Frankfurt statt und markierte das Ende eines über drei Jahrzehnte währenden Einsatzes dieses Typs bei Condor.

## Flugziele

Flugziele von Condor

Im Sommerflugplan 2024 wurden insgesamt 35 Kurz- und Mittelstreckenziele sowie 33 Langstreckenziele bedient.

### Kurz- und Mittelstrecke
Auf der Kurz- und Mittelstrecke werden Ziele in etlichen Ländern rund um das Mittelmeer sowie auf den Kanarischen Inseln angeboten, die mit der Airbus-A320-Familie sowie Boeing 757-300 (Ausflottung bis Ende 2025) durchgeführt werden. Condor bietet mehrere Verbindungen von den Flughäfen Berlin, Düsseldorf, Frankfurt, Hamburg, Leipzig/Halle, München, Stuttgart, Wien und Zürich an. Die Flugziele der Condor sind fast ausschließlich von touristischer Bedeutung.
Seit März 2025 betreibt Condor auch innerdeutsche Flüge von Frankfurt nach Berlin, Hamburg und München.
Im Frühjahr 2025 erweiterte Condor ihr europäisches Streckennetz deutlich. Seit März 2025 werden unter anderem erstmals Direktflüge von Frankfurt am Main nach Zürich und Wien angeboten. Beide Ziele werden zunächst zweimal täglich bedient, ab dem Winterflugplan 2025/26 ist eine Erhöhung auf drei tägliche Verbindungen vorgesehen.

### Langstrecke
Die Condor-Langstreckenflüge starten vom Flughafen Frankfurt aus. Es werden Ziele in Afrika, Asien, Nordamerika, Südamerika sowie in der Karibik angeflogen.

## Flotte

### Flottenentwicklung & Nachhaltigkeit
Condor betreibt seit Frühjahr 2024 eine komplett erneuerte Langstreckenflotte bestehend aus Airbus A330-900neo (18 im Einsatz) mit insgesamt 310 Sitzen (30 Business, 64 Premium Economy, 216 Economy). Die Maschine verbraucht nur 2,1 l Kerosin je Passagier pro 100 km und kann bis zu 50 % Sustainable Aviation Fuel nutzen.
Zurückgebaut wird die Boeing 757-300-Flotte, planmäßig Ausstieg bis Sommer 2025.
Auch die Kurz- und Mittelstreckenflotte wird modernisiert: Condor ordert 13 A320neo und 28 A321neo; zusätzlich wurde ein älteres A320ceo eingemietet, um Flottenübergänge zu überbrücken.

### Aktuelle Flotte
Mit Stand Juni 2025 besteht die Flotte der Condor aus 69 Flugzeugen mit einem Durchschnittsalter von 11,3 Jahren:
| Flugzeugtyp     | Anzahl | bestellt | Anmerkungen | Sitzplätze (Business/Eco+/Eco)                        | Durchschnittsalter |
| --------------- | ------ | -------- | --- | ----------------------------------------------------- | ------------------ |
| Airbus A319-100 | 02     | 0        | betrieben durch Fly Air41 Airways | 150 (var./–/var.)                                     | 14,3 Jahre         |
| Airbus A320-200 | 20     |          | einer inaktiv; je zwei betreiben durch Bulgaria Air, Fly Air41 Airways, Heston Airlines und vier betrieben durch European Air Charter | 180 (var./–/var.)                                     | 19,1 Jahre         |
| Airbus A320neo  | 03     | 12       | Auslieferung seit Frühjahr 2024; Ersatz für Airbus A320-200                                                                           | 180 (var./–/var.)                                     | 00,7 Jahre         |
| Airbus A321-200 | 13     | 0        | zwölf mit Sharklets ausgestattet | 212 (var./–/var.) 215 (var./–/var.) 220 (var./–/var.) | 11,0 Jahre         |
| Airbus A321neo  | 06     | 22       | Auslieferung seit Juni 2024; Ersatz für Airbus A321-200 und Boeing 757-300                                                            | 233 (var./–/var.)                                     | 01,0 Jahre         |
| Airbus A330-900 | 18     | 07       | + 4 Optionen; Auslieferung bis 2031 geplant                                                                                           | 310 (30/64/216)                                       | 02,3 Jahre         |
| Boeing 757-300  | 07     | 0        | alle mit Winglets ausgestattet; Ausflottung bis Ende 2025                                                                             | 275 (var./–/var.)                                     | 25,6 Jahre         |
| Gesamt          | 69     | 41       | |                                                       | 11,3 Jahre         |

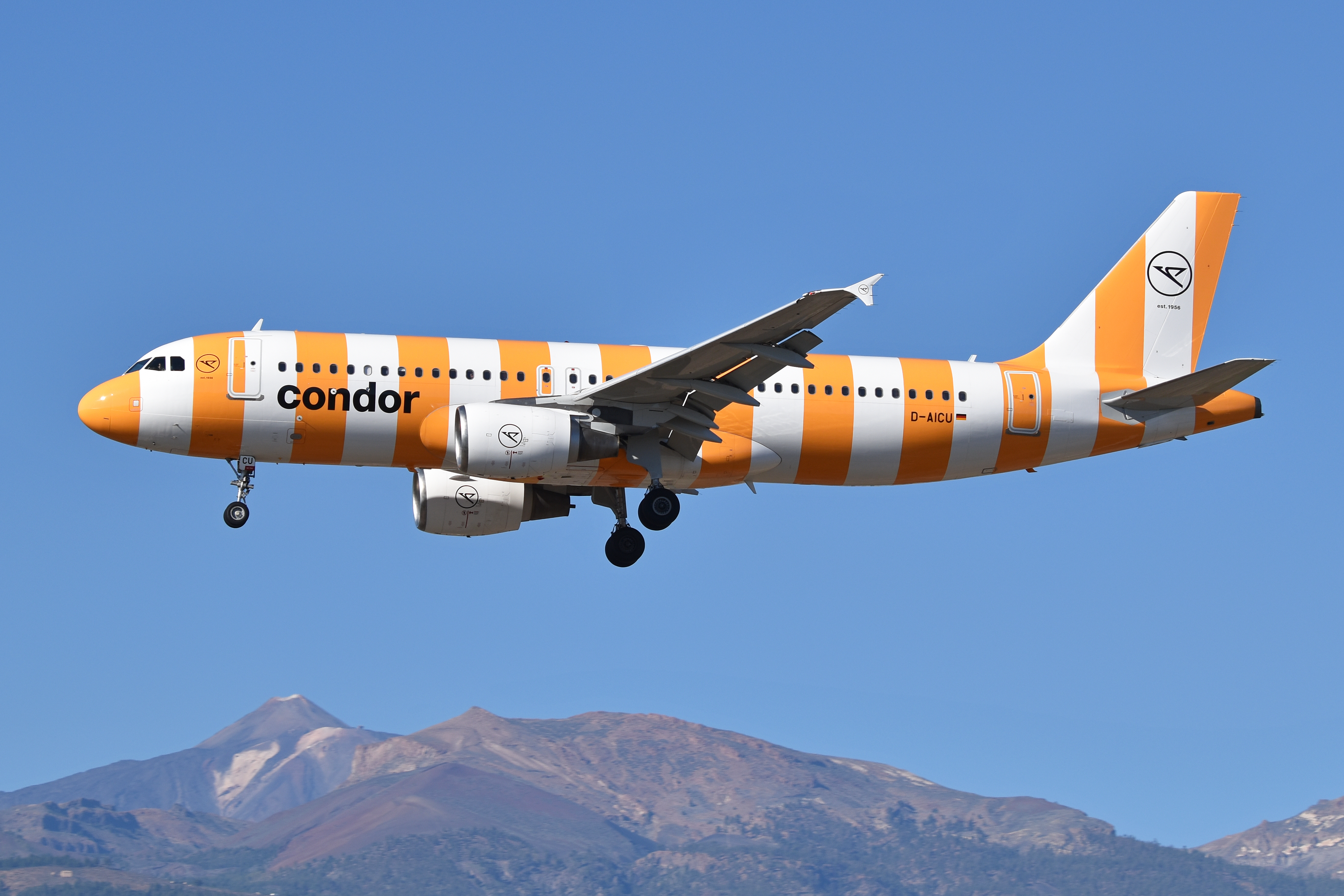
Airbus A320-200
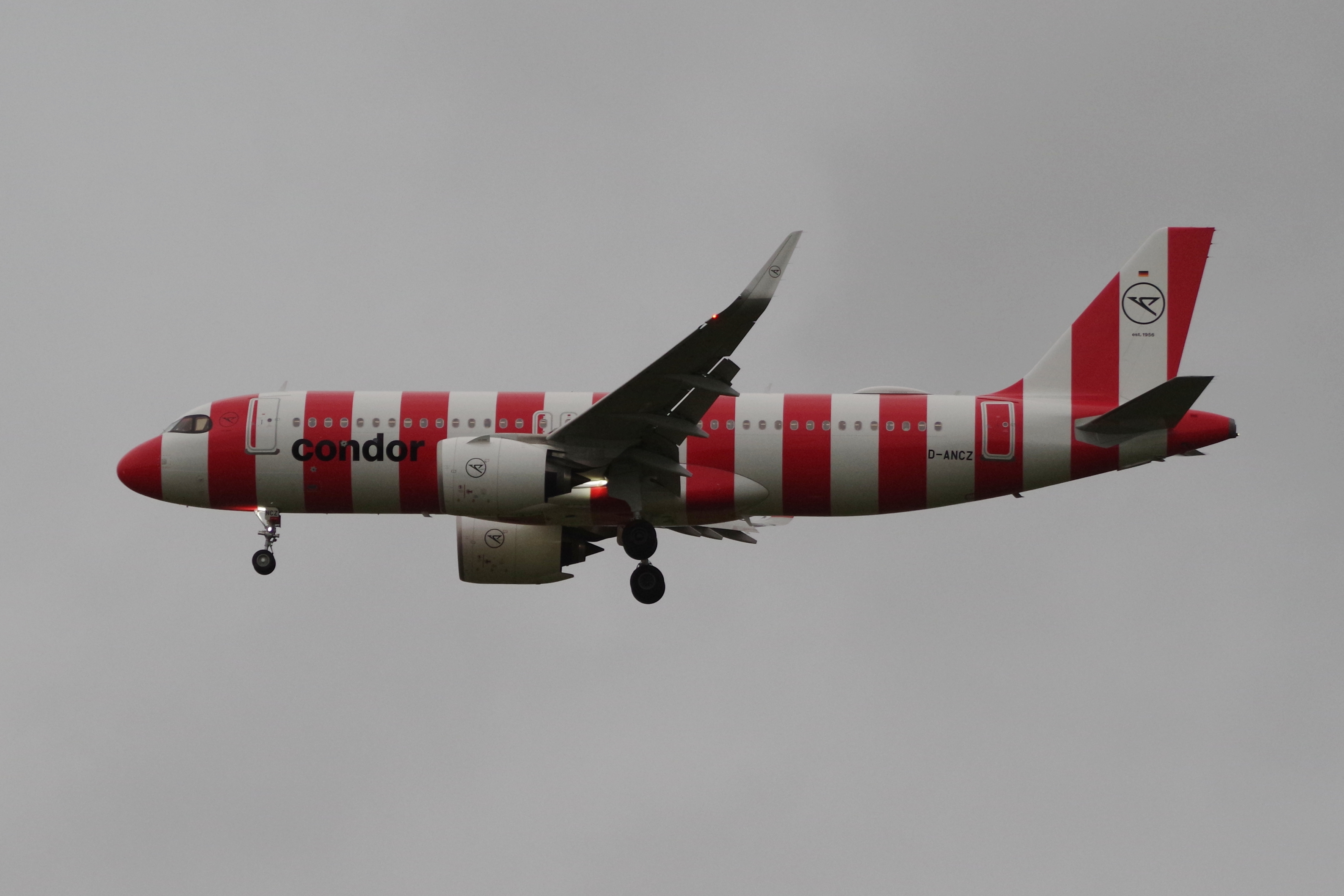
Airbus A320neo
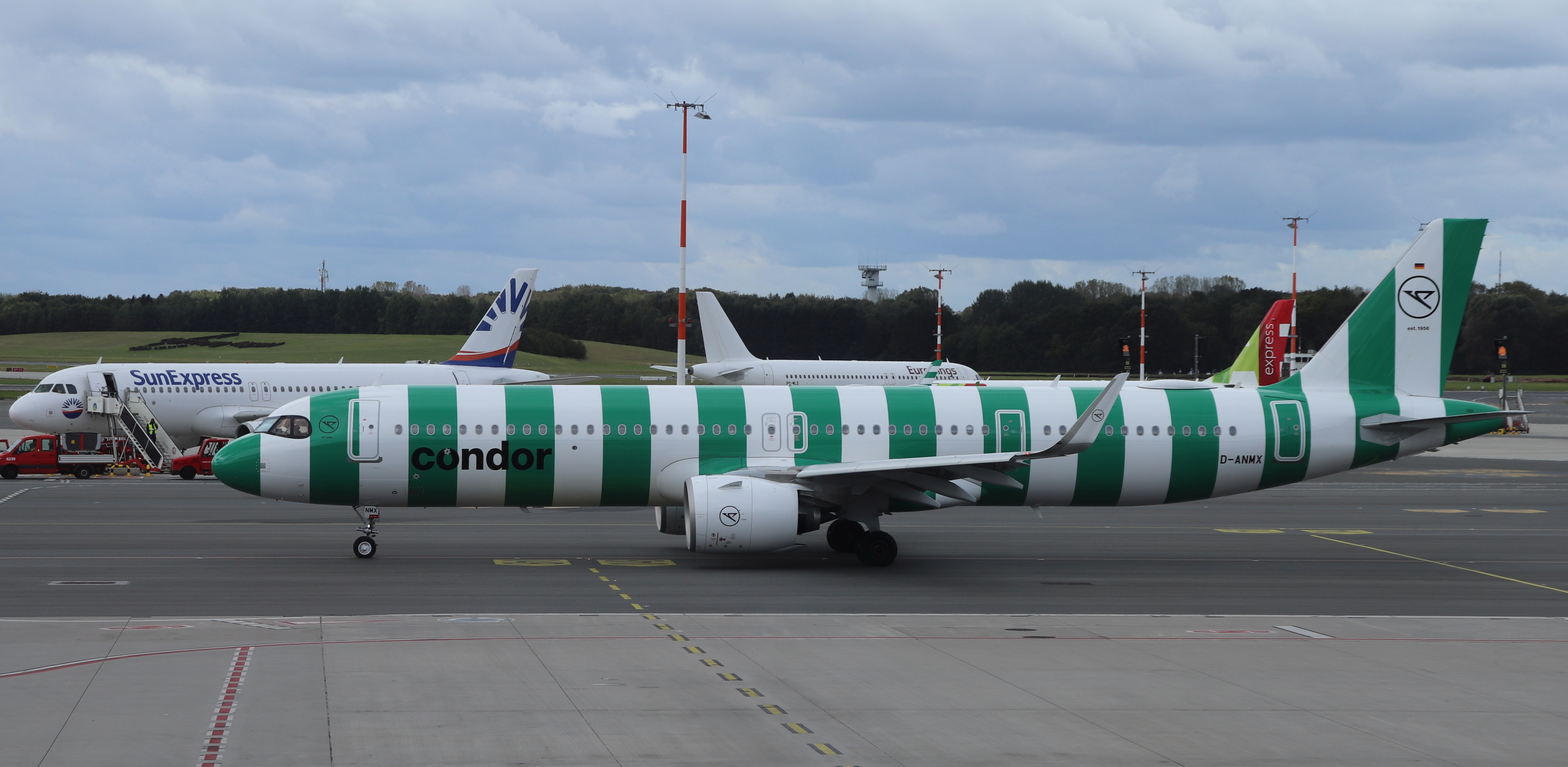
Airbus A321neo
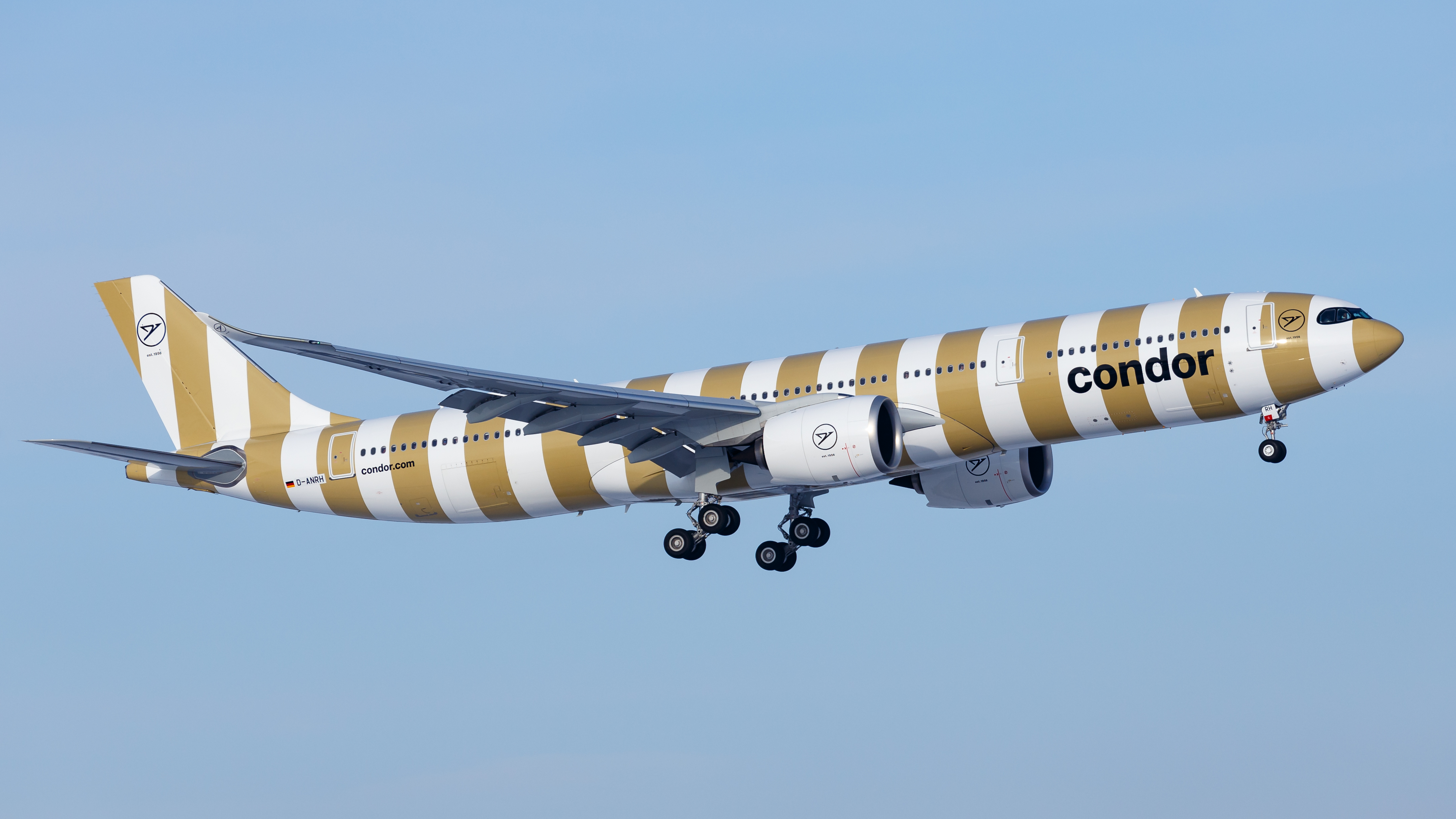
Airbus A330-900
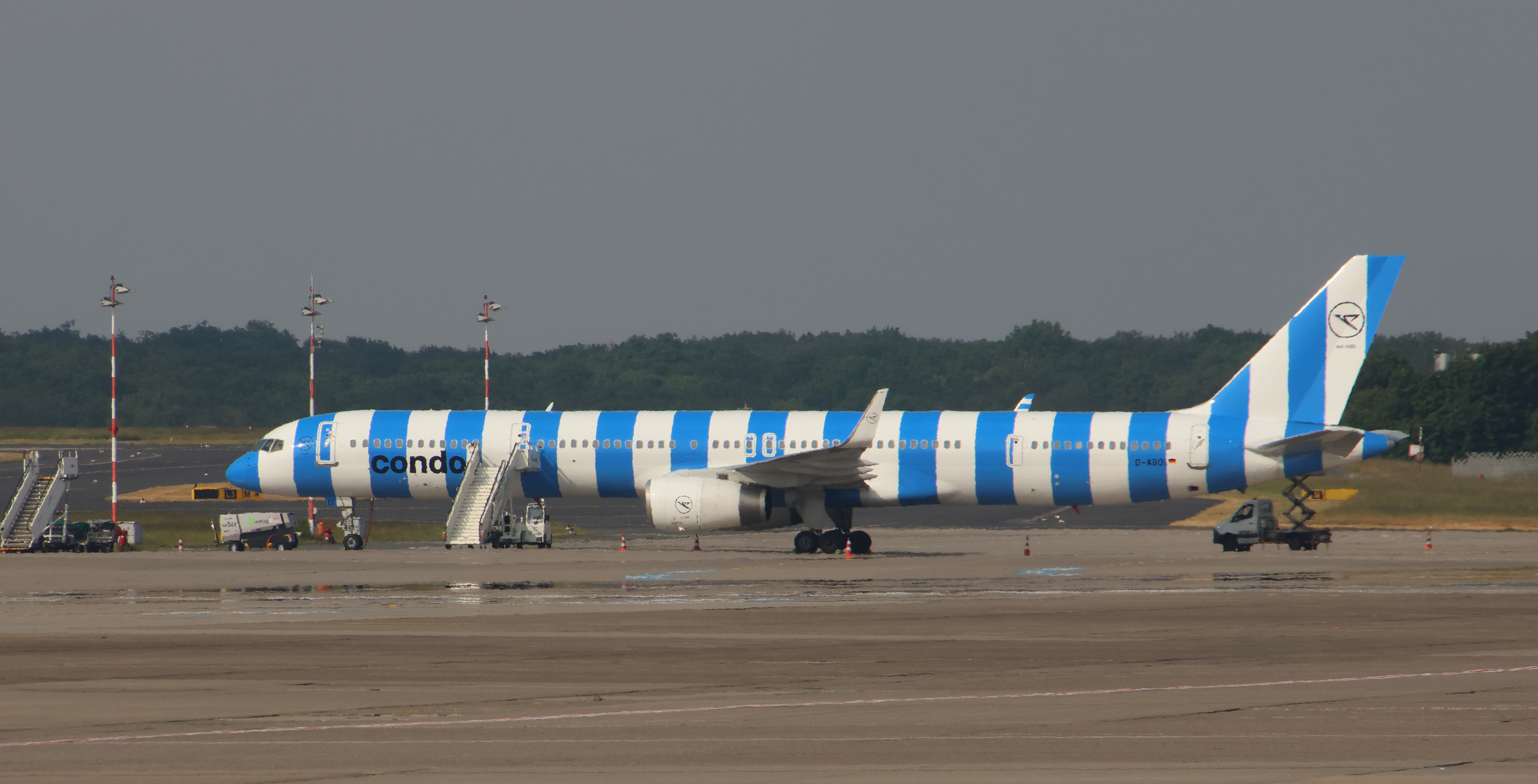
Boeing 757-300

### Kabinenausstattung
Während die Kurz- und Mittelstreckenflotte (Airbus A320-200, A321-200 und Boeing 757-300) über Sitze der Economy und Business Class verfügt, werden in den Langstreckenmaschinen vom Typ Airbus A330-900neo drei verschiedene Beförderungsklassen angeboten: Neben der Economy Class und der Premium Economy Class gibt es an Bord des A330-900neo eine Business Class, die einen höherwertigen Sitz und umfangreicheren Service umfasst. Der Sitz lässt sich unter anderem in eine Schlafposition verstellen und bietet in dieser Position eine Liegefläche von 1,99 Meter. Darüber hinaus verfügt die Kabine über ein In-flight Entertainment, welches Passagieren in allen Buchungsklassen in Form von persönlichen 4K-Bildschirmen zur Verfügung steht. Die Kurz- und Mittelstreckenflotte verfügt über Bildschirme an der Kabinendecke sowie die Möglichkeit über das Unterhaltungsprogramm FlyStream Inhalte direkt auf mobile Endgeräte zu übertragen. So lassen sich beispielsweise Filme und Serien auch ohne bestehende Internetverbindung streamen.

### Sonderbemalungen
Condor versieht häufig Flugzeuge aus ihrer Flotte mit großflächigen Werbe- oder anderweitigen Sonderbemalungen.
| Flugzeugtyp     | Luftfahrzeugkennzeichen | Bemalung                                                            | Taufname | Zeitraum            | Bild |
| --------------- | ----------------------- | ------------------------------------------------------------------- | -------- | ------------------- | ---- |
| Airbus A320-200 | D-AICH                  | Retro-Bemalung frühe 1960er Jahre                                   | „Hans“   | seit April 2019     |      |
| Airbus A320-200 | D-AICS                  | „FlyPink“ Zeichen gegen Brustkrebs bzw. für die Brustkrebs-Vorsorge | -        | seit September 2024 |      |
| Boeing 757-300  | D-ABON                  | „Wir lieben Fliegen“ zum 50-jährigen Jubiläum                       | „Willi“  | seit März 2006      |      |

| Flugzeugtyp        | Luftfahrzeugkennzeichen | Bemalung                                                      | Zeitraum                         | Verbleib des Flugzeuges | Bild |
| ------------------ | ----------------------- | ------------------------------------------------------------- | -------------------------------- | --- | ---- |
| Airbus A320-200    | D-AICA                  | Retro („Hans“)                                                | Dezember 2011 bis Dezember 2018  | im Dezember 2018 in Standardfarben umlackiert, seit März 2025 im aktuellen Design                                                                                                  |      |
| Airbus A320-200    | D-AICC                  | „So geht Sächsisch“                                           | Dezember 2014 bis Januar 2016    | Sticker im Januar 2016 entfernt, im Frühjahr 2019 in Standardfarben umlackiert, im März 2024 ausgemustert                                                                          |      |
| Airbus A321-200    | D-ATCD                  | „I ❤ Sentido“                                                 | Mai 2018 bis Dezember 2019       | nach Insolvenz der Thomas Cook im Dezember 2019 an den Leasinggeber Avolon zurückgegeben, seit Februar 2020 bei Jet2.com als G-HLYF im Einsatz                                     |      |
| Airbus A330-900neo | D-ANRT                  | „danke, tecke“ zum Ausstand von CEO Ralf Teckentrup Ende 2023 | Dezember 2023 bis April 2024     | Sticker entfernt, kleiner Sticker danach an der vorderen linken Tür |      |
| Boeing 757-200     | D-ABNF                  | „Rizzibird“                                                   | 1996 bis Januar 2002             | in die Standardfarben umlackiert, im Dezember 2006 an L’Avion als F-HAVN verkauft, 2019 zum Frachtflugzeug umgerüstet und für Asia Pacific Airlines als N688SL im Einsatz          |      |
| Boeing 767-300ER   | D-ABUE                  | „Ein Herz für Kinder“                                         | Juli 2013 bis Oktober 2015       | Sticker im Oktober 2015 Sticker entfernt, im September 2023 ausgemustert, 2024 zum Frachtflugzeug umgerüstet und seit 2025 für My Freighter als UK67020 im Einsatz                 |      |
| Boeing 767-300ER   | D-ABUM                  | Retro („Achim“)                                               | August 2012 bis Oktober 2022     | im Oktober 2022 ausgemustert, 2023 zum Frachtflugzeug umgerüstet und seit 2024 für My Freighter als UK67010 im Einsatz                                                             |      |
| Boeing 767-300ER   | D-ABUZ                  | „Ja zu FRA!“                                                  | Dezember 2012 bis September 2015 | Sticker im September 2015 wurden die Sticker entfernt, im Dezember 2020 ausgemustert, 2022 zum Frachtflugzeug umgerüstet und seit 2024 für Georgian Airlines als 4L-GMC im Einsatz |      |

### Ehemalige Flugzeugtypen

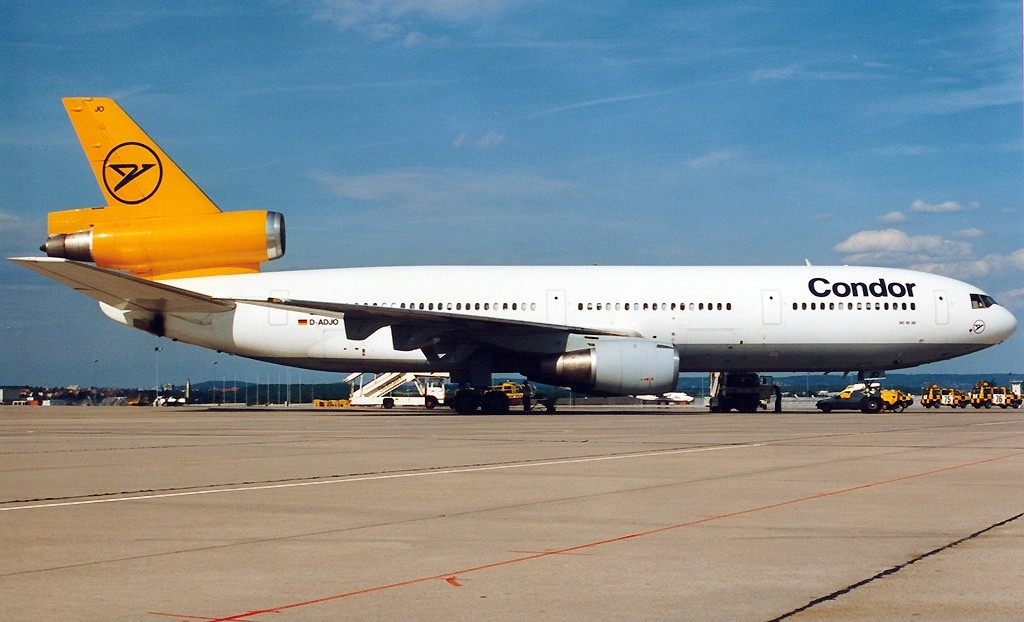
DC-10 der Condor (1996)

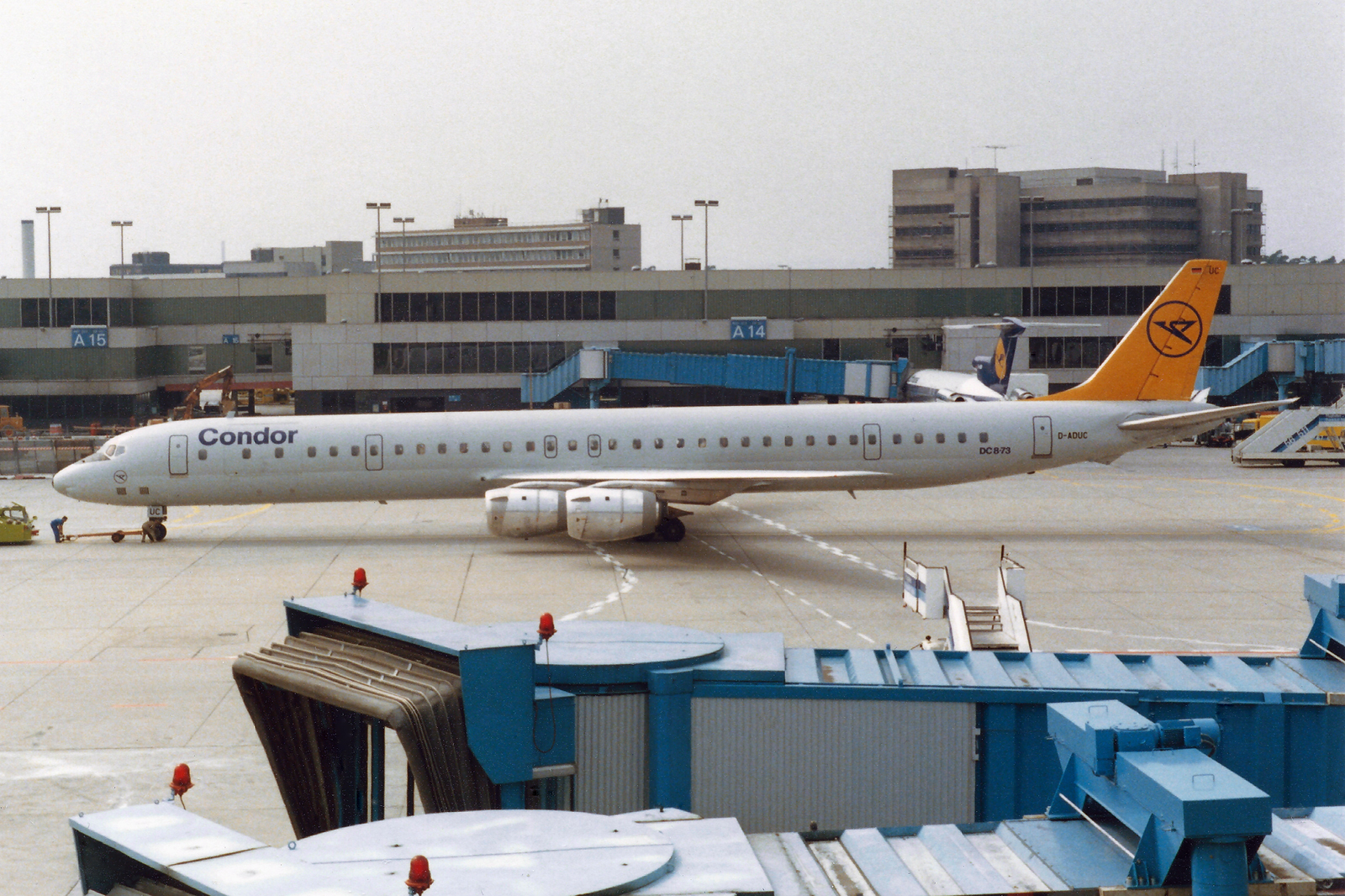
Douglas DC-8 der Condor (1986)

Condor setzte im Lauf ihrer Geschichte folgende Flugzeugtypen ein:
- Airbus A300B2/B4
- Airbus A310-200/-300
- Airbus A330-200
- Boeing 707-300B/-300C
- Boeing 727-100/-200; ab 1965
- Boeing 737-100/-200/-300
- Boeing 747-200/-400 2; ab 1971
- Boeing 757-200
- Boeing 767-300: Erste drei Flugzeuge eingeflottet 1991. Total 16 Flugzeuge, Ausflottung ab 2022. Letzter Flug am 12. März 2024. Das Flugzeug D-ABUK war zu diesem Zeitpunkt das Flugzeug dieses Typs mit den weltweit meisten Flugstunden.[88]
- Convair CV-240
- Convair CV-440
- Douglas DC-8-73 1
- Fokker F-27-400
- McDonnell Douglas DC-10-30
- Vickers Viking
- Vickers Viscount 814; ab 1961

## Technik
Am 11. November 2008 begann die Wartung der Flugzeuge der Typen Boeing 757 und 767 in Eigenregie durch die Condor Technik GmbH. Das Unternehmen ist eine 100-prozentige Tochter der Condor Flugdienst GmbH und hat seinen Hauptsitz in Frankfurt. 2024 beschäftigt es rund 450 Mitarbeiter. Hauptwartungsstandort der Airbus-Flotte für Line und Base Maintenance (Airbus A320/A321) ist Düsseldorf. Weitere Standorte der CTG befinden sich in München und Hamburg. Zum 9. August 2010 wurden erstmals drei Auszubildende zum Fluggerätemechaniker eingestellt. Vor 2008 waren die Boeing-Flugzeuge der Condor von der Condor Cargo Technik, einer Tochter der Lufthansa Technik, gewartet worden.
Bereits seit 1998 verfügte die Condor Berlin über einen eigenen Technikbetrieb für die Wartung ihrer A320-Flotte, die Condor Berlin GmbH am Flughafen Berlin-Schönefeld. Mit Ausgliederung des Flugbetriebs der Condor Berlin an die Muttergesellschaft am 1. Mai 2013 war das Unternehmen nun ein ausschließliches Wartungsunternehmen. Als Tochtergesellschaft der Thomas Cook Group Maintenance war sie ab diesem Datum am Standort Flughafen Berlin-Schönefeld für die Wartung der Airbus-Flotte der Condor zuständig. Zum 31. Oktober 2018 wurde die operative Tätigkeit der Condor Berlin GmbH als Wartungsbetrieb in Berlin-Schönefeld eingestellt. Die Condor Berlin GmbH existierte formal weiter, da sie Eigentümer einiger Airbus A320 war. Nach zwischenzeitlicher Umbenennung in „BLT Berlin Lufttransport GmbH“ trat am 1. Januar 2020 die Insolvenz ein.

## Pilotenausbildung
Seit November 2014 bildet die Condor in Kooperation mit der TFC Käufer an der Flugschule in Essen eigene Piloten aus. Die Teilnehmer erwerben im Rahmen des Condor Ab Initio Programms (CAP) die Multi-Crew Pilot Licence samt – wie bei dieser Lizenz vorgesehen – Musterberechtigung (type rating) für die von Condor eingesetzten Verkehrsflugzeugtypen.

## Zwischenfälle
In ihrer Geschichte verzeichnet Condor bisher drei Totalverluste von Flugzeugen, davon zwei mit Todesopfern in den eigenen Maschinen:
- Am 17. Oktober 1958 stellten die Piloten einer Vickers Viking 1B der Deutschen Flugdienst (Luftfahrzeugkennzeichen D-BELA) auf einem Frachtflug vom Flughafen London Heathrow zum Flughafen Düsseldorf über Belgien das rechte Triebwerk aufgrund niedrigen Öldrucks ab und leiteten eine Ausweichlandung in Brüssel ein. Da die Höhe nicht gehalten werden konnte, ordnete der Kapitän den Wiederstart des Triebwerks an, was vom Kopiloten ohne Benutzung der Checkliste durchgeführt wurde. Dies führte zu einem nicht löschbaren Motorbrand, woraufhin eine Notlandung in einem Feld bei Kamershoek nahe Zele (Belgien) durchgeführt wurde. Nachdem die drei Crewmitglieder das Flugzeug verlassen hatten, explodierte es.[99]

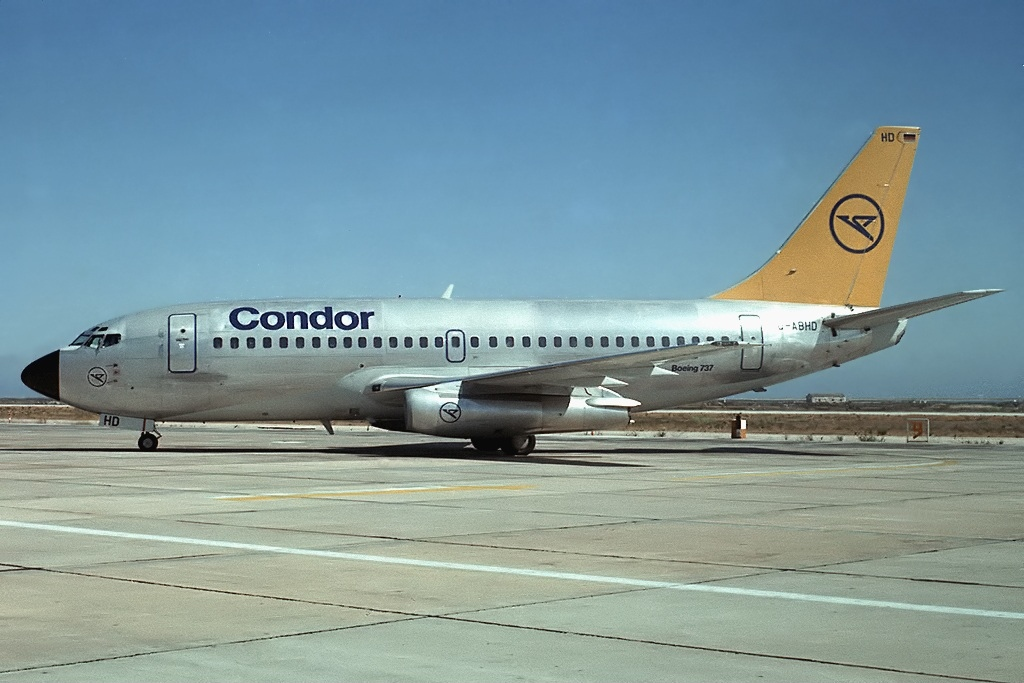
Die 1988 verunglückte Boeing 737 D-ABHD der Condor

- Am 31. Juli 1960 fielen beim Anflug auf den Flughafen Rimini nacheinander beide Motoren einer Convair CV-240 mit dem Kennzeichen D-BELU und 30 Passagieren und vier Besatzungsmitgliedern an Bord aus. Bei der anschließenden Notlandung einen Kilometer vor Beginn der Landebahn kam einer der Passagiere ums Leben. Die vier Besatzungsmitglieder überlebten. Ursache des Ausfalls des linken Triebwerks war der Ermüdungsbruch eines Zylinderkopfes, am rechten Triebwerk waren es die schadhafte Isolierung des Zündkabels sowie die Verwendung unsachgemäß überholter Zündkerzen (siehe auch Flugunfall der Deutsche Flugdienst bei Rimini).[100][101]

- Am 2. Januar 1988 kollidierte eine Boeing 737-200 mit dem Luftfahrzeugkennzeichen D-ABHD beim Anflug auf den Flughafen Izmir mit einem Berg nahe Seferihisar. Die Maschine zerbrach in mehrere Teile und brannte aus. Von den 16 Menschen an Bord, elf Passagieren und fünf Besatzungsmitgliedern, überlebte niemand den Unfall. Es war ein Unfall der Kategorie gesteuerter Flug ins Gelände, der aufgrund falscher Verwendung von Navigationshilfen und vor allem mangelhafter Koordination der Besatzung geschah (siehe auch Condor-Flug 3782).[102]

Darüber hinaus gab es die folgenden nennenswerten Zwischenfälle:
- Am 20. Juli 1970 kollidierte eine Boeing 737-100 der Condor mit dem Luftfahrzeugkennzeichen D-ABEL nahe dem spanischen Tarragona im Flug mit einer Piper PA-28 (Kennzeichen EC-BRU), wobei alle drei Insassen der Piper ums Leben kamen. Die Boeing wurde repariert (siehe auch Condor-Flug 316).[103]

- Am 24. Juni 1992 entging eine Boeing 767-300ER (Kennzeichen D-ABUZ) der deutschen Condor knapp einer Katastrophe, als sie kurz nach dem Start vom Flughafen Isla de Margarita in Porlamar (Venezuela) mit einem nicht in den Karten verzeichneten Funkmast auf dem 960 m hohen Cerro el Copey kollidierte und an der linken Tragfläche schwer beschädigt wurde. Die Piloten konnten die Maschine wieder sicher in Porlamar landen, das Flugzeug wurde später repariert und flog bis Dezember 2020 für Condor, ehe sie an Cargo Aircraft Management verkauft wurde.[104]

- Am 2. Dezember 2015 wurde ein Airbus A321-200 (Kennzeichen D-AIAF) bei einem Schleppvorgang beschädigt. Das Flugzeug wurde auf dem Flughafen Berlin-Schönefeld zur Wartungshalle gezogen. Während des Schleppvorganges touchierte die Maschine einen Lichtmast, der daraufhin auf deren Rumpf fiel. Der zum Unfallzeitpunkt 10 Monate alte Airbus wurde anschließend repariert.[105]

- Am 11. Juli 2021 musste ein Airbus A320-200 (Kennzeichen D-AICP) kurz nach dem Start zum griechischen Flughafen Kavala zurückkehren, nachdem sich das Fahrwerk nicht mehr einfahren ließ. Durch einen defekten Bugfahrwerksdämpfer kam es bei dem 17 Jahre alten Airbus zu schweren Rumpfschäden im Bugfahrwerksbereich.[106] Im April 2022 beschloss man, das Flugzeug in einem mobilen Hangar zu reparieren. Am 12. Juli 2022 wurde das Flugzeug dafür zum Flughafen Malta überführt.[107]

## Ehemalige Tätigkeitsfelder

### Condor im Auftrag der Bundeswehr von 1966 bis 2002
Am 1. Oktober 1966 erhielt mit Condor erstmals ein privates Unternehmen den Auftrag, mit Strahlflugzeugen Luftziele zu simulieren. Dazu wurden sechs North American F-86 eingesetzt, die mit Schleppzielen aus Pappe, Textil oder Kunststoff vom Flughafen Sylt starteten. Im Jahr 1974 wurden die Maschinen durch 24 Fiat G.91 ersetzt, und 1976 zogen die Maschinen auf den Fliegerhorst Hohn um. Am 24. Mai 1989 wurde dann die GFD als Tochter der Condor und der Aero-Dienst gegründet, um mit einem wirtschaftlicheren zivilen Muster Zieldarstellung zu fliegen. Nach der Unterzeichnung eines entsprechenden Vertrages wurden zunächst vier Learjet 35 angeschafft, welche auch zwei statt einem Schleppziel aufnehmen konnten. Im Jahr 1997 unterzeichnete die Firma einen langfristigen Vertrag mit dem Bundesamt für Wehrtechnik und Beschaffung (BWB), durch den eine Aufstockung des Bestandes auf sieben Learjets möglich wurde. Im Jahr 2002 übernahm die EADS das Unternehmen.

### Condor Executive
Im Jahr 1964 stieg Condor in den Bereich des Geschäftsflugverkehrs ein. Ein erster Versuch wurde ab August 1964 unternommen, als im Auftrag der Landesregierung von Nordrhein-Westfalen täglich die Strecke Düsseldorf–Greven–Hannover mit einer Beech Queen Air bedient wurde. Nach Einstellung der staatlichen Subventionen im nächsten Jahr wurde die Strecke unwirtschaftlich und im Dezember 1965 eingestellt. Ein weiterer Versuch in dieses Marktsegment wurde ab 1967 mit Condor Executive unternommen. Für Geschäftsreisende wurden Flüge mit einer Hawker Siddeley HS.125 angeboten. Das Personal war zusätzlich geschultes Personal der Condor. Diese Flüge waren wirtschaftlich erfolgreich. Ebenso wurden mit dieser Maschine auch Ambulanzflüge für das Deutsche Rote Kreuz und den ADAC sowie eine vierwöchige Flugkampagne, die der Gewinnung von Luftproben über Süd- und Nordamerika im Juli 1974 im Auftrag des Max-Planck-Instituts in Mainz diente, durchgeführt.

### Condor Berlin
Anfang des Jahres 1998 gründete Condor die Condor Berlin GmbH (CIB), eine 100-prozentige Tochtergesellschaft mit Sitz in Berlin-Schönefeld. Diese besaß den ICAO-Code CIB und bediente bis zu ihrer Integration in die Muttergesellschaft am 1. Mai 2013 mit Airbus A320-200 Ziele auf der Kurz- und Mittelstrecke. Im Frühjahr 2013 wurde bekanntgegeben, dass die Tochtergesellschaft Condor Berlin bis Mai 2013 aufgelöst und in die Condor Flugdienst integriert wird.